# Kenneth C. Laudon
Œuvres principales
- Computers and Bureaucratic Reform: The Political Functions of Urban Information Systems
- Communications Technology and Democratic Participation
- Dossier Society: Value Choices in the Design of National Information Systems

Kenneth C. Laudon est professeur de Management du système d'information à la Stern School of Business de l'Université de New York.

## Vie et œuvre
Kenneth Laudon est diplômé de l'Université Stanford et docteur de l'Université Columbia.
Son premier livre, Computers and Bureaucratic Reform: The Political Functions of Urban Information Systems (John Wiley and Sons, 1974) était l'une des premières études sur l'utilisation des ordinateurs par les services du gouvernement.
Son second livre, Communications Technology and Democratic Participation (Praeger Publishing, 1978) a été cité comme l'un des travaux fondateurs pour l'étude de l'impact des technologies de l'information sur le développement des différents types de démocraties.
Son troisième livre a été Dossier Society: Value Choices in the Design of National Information Systems (Columbia University Press, 1986). Dans Dossier Society, Laudon théorise l'impac des nouveaux systèmes d'information sur le fonctionnement de l'État. Il donne l'exemple du Federal Bureau of Investigation qui, à l'aide de son système d'information National Computerized Criminal History System crée ce que Ludon appelle une société des dossiers (ou société de la donnée) qui sera de plus en plus basée sur les données personnelles des citoyens,.
Laudon a par la suite écrit un article très influent "Markets and Privacy" (Communications of the ACM, 1996). Cet article proposait que les citoyens conservent les droits de propriétés sur leurs informations personnelles, leur permettant ainsi de les vendre, peut-être au travers d'un marché national de la donnée,.
Cet article est reconnu comme étant l'un des premiers abordant la notion de propriété des données personnelles aussi bien que les infrastructures étatiques qui pourraient servir à structurer un tel marché pour en faire une réalité,.
Un autre article, publié par le National Telecommunications and Information Administration du département du Commerce des États-Unis aborde le sujet de la valorisation de ces données.
Laudon a été cité comme étant à l'origine d'un projet de Facebook visant à valoriser les données des usagers du réseau social en leur permettant de vendre leurs informations.
Il est aussi l'auteur de nombreux articles académiques sur les sujets des Systèmes d'information
Il est aussi connu pour être le co-auteur de nombreux livres téléchargeable, et notamment Management Information Systems: Managing the Digital Firm et E-commerce. Business. Technology. Society.